# 西北工业大学附属中学
34°14′31.16″N 108°54′47.07″E / 34.2419889°N 108.9130750°E
西北工业大学附属中学是陕西省西安市碑林区的一所完全中學。创立于1971年，1986年成为首批陕西省重点中学，2009年以综合考评总分第一名首批晋升为陕西省示范高中。

## “名校+”教育联合体

### 西北工业大学附属中学含光校区
2020年6月12日下午，西北工业大学附属中学含光校区挂牌。